# HP OmniGo
HP OmniGo — серия клавиатурных карманных персональных компьютеров (Handheld PC) компании Hewlett-Packard, выпускавшихся в середине 90-х годов XX века. Данные КПК, за исключением модели 700LX, обладали сенсорным экраном и системой распознавания рукописного текста Graffiti. Устройства были построены на базе процессора Intel 80186 и работали под управлением операционной системы PEN/GEOS 2.0 (HP 700LX под управлением MS-DOS 5.0).

## HP OmniGo 100
Модель OmniGo 100 была представлена в конце 1995 года и была первой моделью КПК компании Hewlett-Packard с сенсорным экраном. Габариты устройства составляли 152 x 95 x 23 мм, вес — 329 грамм. Частота процессора составляла 16 МГц, объём ПЗУ - 3 Мб, ОЗУ - 1 Мб. Размер диагонали экрана составлял 3,7 дюйма (95 мм), а разрешение 240х240 точек. Экран был монохромным и мог отображать до четырёх градаций серого. Для расширения функциональности можно было использовать разъём PCMCIA (тип II), а для связи с внешними устройствами (например, принтером) был предусмотрен последовательный порт совместимый с  RS-232.

## HP OmniGo 120 Organizer Plus
OmniGo 120 - обновление модели OmniGo 100, КПК был представлен в сентябре 1996 года. От предшественника отличался набором программного обеспечения и увеличенным до 2 Мб объёмом ОЗУ.

## HP OmniGo 700LX Communicator Plus
HP OmniGo 700LX формально относился к серии OmniGo, однако аппаратно и программно данное устройство является модификацией модели HP 200LX. Размер диагонали экрана составлял 5,1 дюйма (130 мм), а разрешение — 640x240 точек, однако экран не был сенсорным. Частота процессора составляла всего 7,93 МГц, использовалась операционная система MS-DOS 5.0. Основной особенностью данного устройства был переработанный корпус, содержащий в себе место крепления (док-станцию) для сотового телефона Nokia 2110. Программная часть КПК была доработана для лучшего взаимодействия с телефоном. Недостатком устройства были большие габариты (187 x 87 x 57 мм) и вес (397 гр). Остальные характеристики в основном совпадали с моделью HP OmniGo 120. В продажу данная модель поступила в начале 1996 года.
HP OmniGo 700LX можно считать предшественником коммуникатора Nokia Communicator, одного из первых аппаратов объединившего в одном корпусе функциональность КПК и мобильного телефона, вышедшего в августе 1996 года.